# Sanatorium du lac Édouard

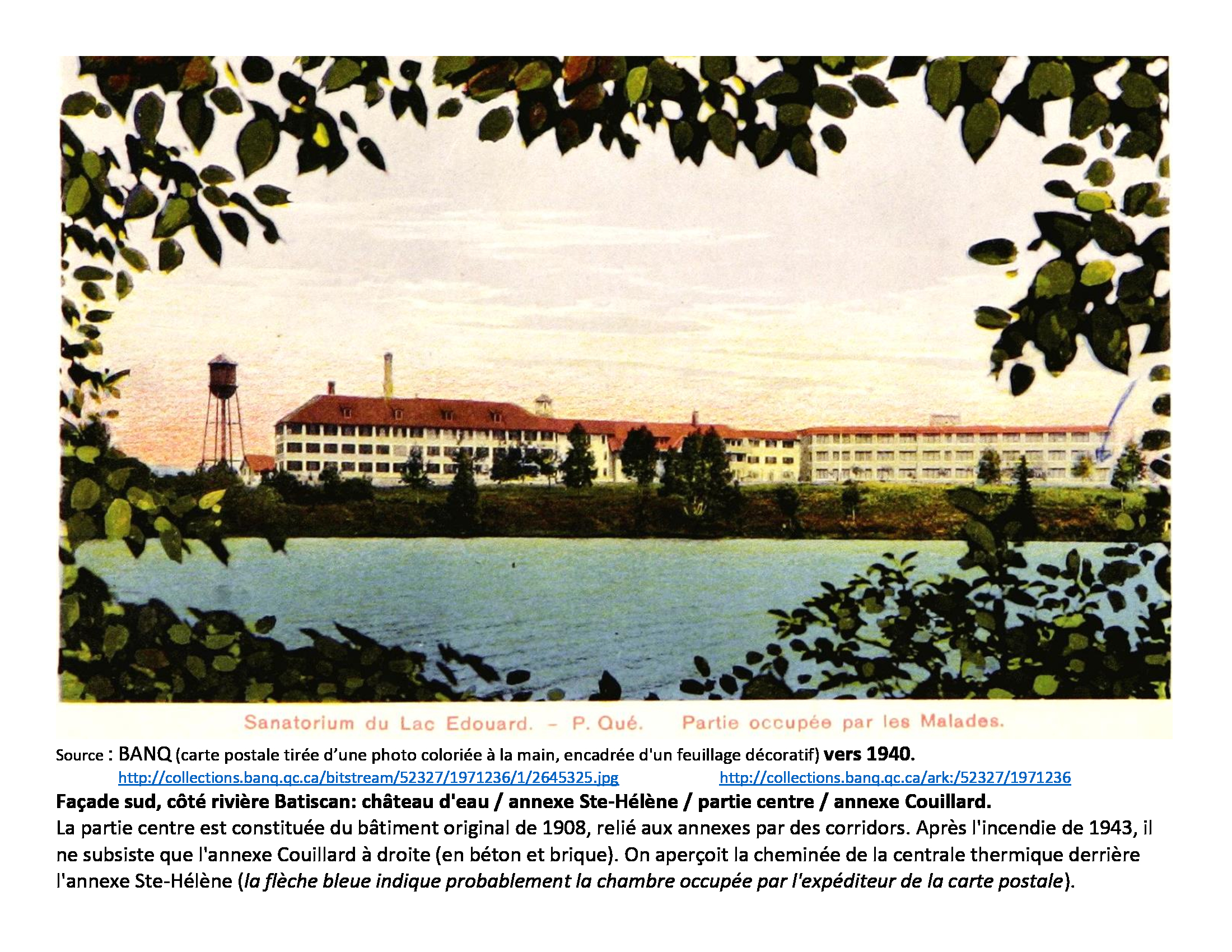
Sanatorium vers 1940.

Le sanatorium du lac Édouard est un vaste complexe hospitalier construit à l'extrémité du village de Lac-Édouard en Haute-Mauricie, dans la province de Québec, au Canada.
Fondé pour soigner les malades de la tuberculose avant l'avènement des antibiotiques, il a longtemps été le principal employeur du village. Son histoire s'étend sur une période d'un siècle, de 1904 à 2004, bien que sa vocation ait changé en 1968. Il est situé sur une presqu'île au nord-est du lac Édouard, d'une longueur de 28 km, à la source même de la rivière Batiscan.

## Accès au territoire
En 1904, il n'y avait pas de route, ni d'électricité, ni de téléphone. Le train a longtemps été le seul moyen d'accès au lac Édouard et seul le télégraphe permet de contacter la ville de Québec pour commander du matériel ou faire venir des techniciens spécialisés. En 1961, un chemin en gravier permet de rejoindre la route 155 et la ville de La Tuque, mais seulement en hiver lorsque la rivière Bostonnais est gelée. Le pont sur la rivière Bostonnais est inauguré le 13 octobre 1963. Le chemin de 25 km est asphalté en 1983. Par la route, La Tuque est située à 58 km tandis que Québec (ville) est distante de 295 km.
À l'automne 1886, la voie ferrée du "Quebec and Lake St-John Railway", QLSJR, atteint le lac Édouard (Québec), puis en 1888, la ville de Roberval au lac Saint-Jean, (le Canadien National, CNR, en devient propriétaire en 1918). Une gare avec télégraphe, un dortoir, une cour de triage, un château-d'eau, une chute à charbon et un atelier de réparation pour locomotive à vapeur sont construits près du lac Édouard (Québec) à 179 km de Québec (ville), soit à mi-chemin du lac St‑Jean. Les six baies de service de l'atelier semi-circulaire (la "rotonde") peuvent recevoir les locomotives grâce aux rails disposés en éventail vis-à-vis d'un pont tournant. L'arrivée du personnel de soutien marque le début du développement du village de Lac-Édouard.
La voie ferrée donne accès à d'immenses territoires forestiers, giboyeux et parsemés de lacs. L'industrie forestière se développe et des américains fortunés louent au gouvernement du Québec de vastes secteurs pour créer des clubs privés de chasse et pêche. En 1886, le "Triton Fish and Game Club" est ouvert sur un lac voisin.  En 1888, le "Paradise Fin and Feather Club", avec Kit Clarke comme trésorier, possède un chalet sur l'île Paradise du lac Édouard (Québec) (aujourd'hui l'île Ziegfeld, achetée par celui-ci en 1908 et vendue pour paiement de dettes en 1932).  En 1894, le dépliant des horaires du "Quebec and Lake St-John Railway" liste 14 clubs sur le parcours de la voie ferrée. En 1903, un immense feu de forêt met fin à l'exploitation forestière de la région. La maison du gardien de l'écluse de la rivière Batiscan, qui sert à contrôler le niveau du lac pour faciliter le flottage du bois, n'est plus utilisée. Son propriétaire, Sir Richard Turner, en fait son chalet de pêche; il possédait le "moulin à scie" du village et le bateau à vapeur qui remorquait le bois depuis aussi loin que la "Steam Boat Bay".

## La "Lake Edward Sanatorium Association"

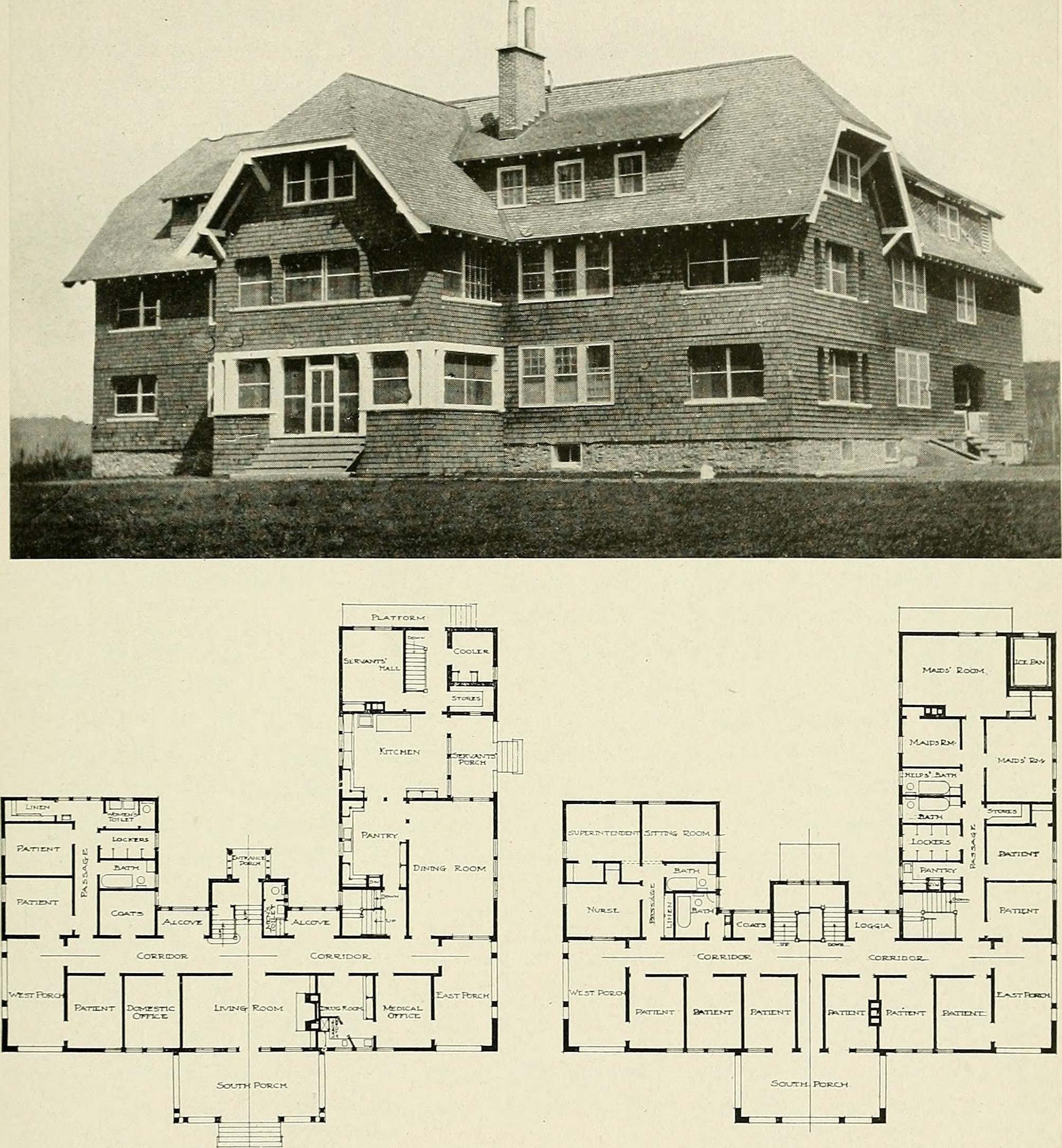
Sanatorium du lac Édouard construit en 1908 et inauguré en 1909

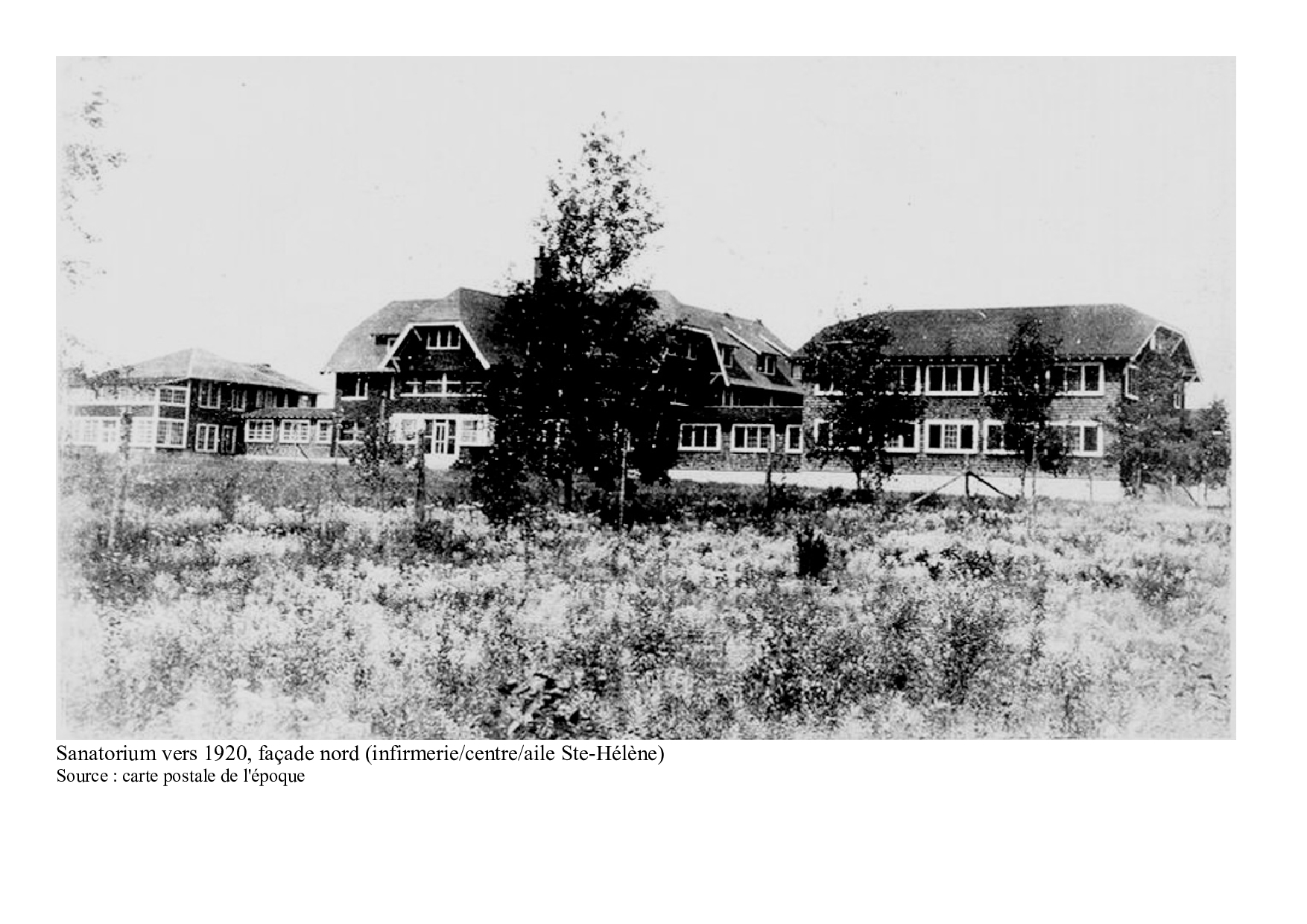
Sanatorium (période de 1918 à 1925)

La tuberculose est un fléau mondial qui n'épargne pas les riches. En 1904, le sanatorium prend naissance lorsque Sir Turner héberge trois malades dans son chalet. Le climat est reconnu pour être sain parce que le lac Édouard est situé à 400 mètres d'altitude. En 1905, son chalet ne suffisant plus à la demande, Sir Turner fonde avec des amis fortunés la "Lake Edward Sanatorium Association" à laquelle le gouvernement du Québec concède 137 acres de terrain (55,5 hectares). La construction du sanatorium, au coût de 26 000 $, débute en 1908 et celui-ci ouvre officiellement en 1909. D'une capacité de 26 patients, il est destiné aux protestants anglophones souffrant de la tuberculose. Le corps principal du bâtiment mesure 87 × 25 pieds, l'aile ouest 28 × 19 et l'aile est 28 × 54.  En 1909, les directeurs décident d'accueillir des patients sans égard à la religion pourvu que les protestants aient la priorité. Éventuellement, l'association adaptera sa mission pour aider financièrement les hôpitaux et les organisations charitables anglophones de la ville de Québec. En 1976, elle transfère ses avoirs à la "Citadel Fundation" dont l'aide est destinée aux anglophones de la grande région de Québec.

## Location par le gouvernement fédéral du Canada
En 1915, lors la première guerre mondiale, la Commission des Hôpitaux Militaires prend possession du sanatorium pour soigner les militaires atteints de tuberculose ou affectés par les gaz toxiques. Une annexe Est, d'une capacité de 75 patients, est construite en 1916 et sera réservée aux hommes; une annexe Ouest sera ajoutée en 1918. Le sanatorium original possédait déjà deux ailes et, après l'ajout des annexes reliées par des corridors, s'appelle désormais le "centre". En 1921, l’établissement est rétrocédé à la "Lake Edward Sanatorium Association" qui présente une demande au premier ministre du Québec afin que le gouvernement provincial prenne l’institution en charge.

## Achat par le gouvernement provincial de la province de Québec

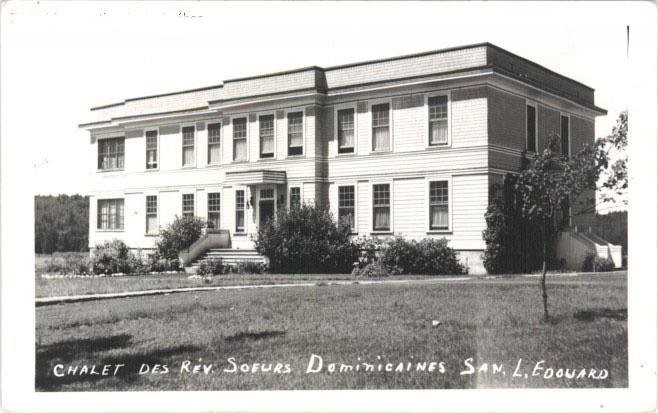
Résidence des sœurs, construite vers 1922.

En 1921, le gouvernement du Québec achète le sanatorium, au coût de 60 000 $, et en confie la gestion à l'hôpital Laval de Québec. Les Sœurs de la charité de Québec assurent le fonctionnement du 5 septembre 1921 au 3 février 1925 (les Dominicaines de l'Enfant-Jésus prennent la relève de 1936 à 1948 et par la suite, le fonctionnement demeure laïque). En 1922, le gouvernement accorde 75 000 $ aux sœurs de la Charité pour une construction nouvelle. Le 20 février 1925, le gouvernement s'engage à entretenir et aménager les immeubles, édifices, maisons, bâtiments et dépendances qui forment actuellement ou formeront le Sanatorium du Lac Édouard; il accorde une aide mensuelle de 1 500 $ pendant 20 ans pour permettre d'accommoder un maximum de 135 malades et d'assumer les coûts pour les patients indigents.

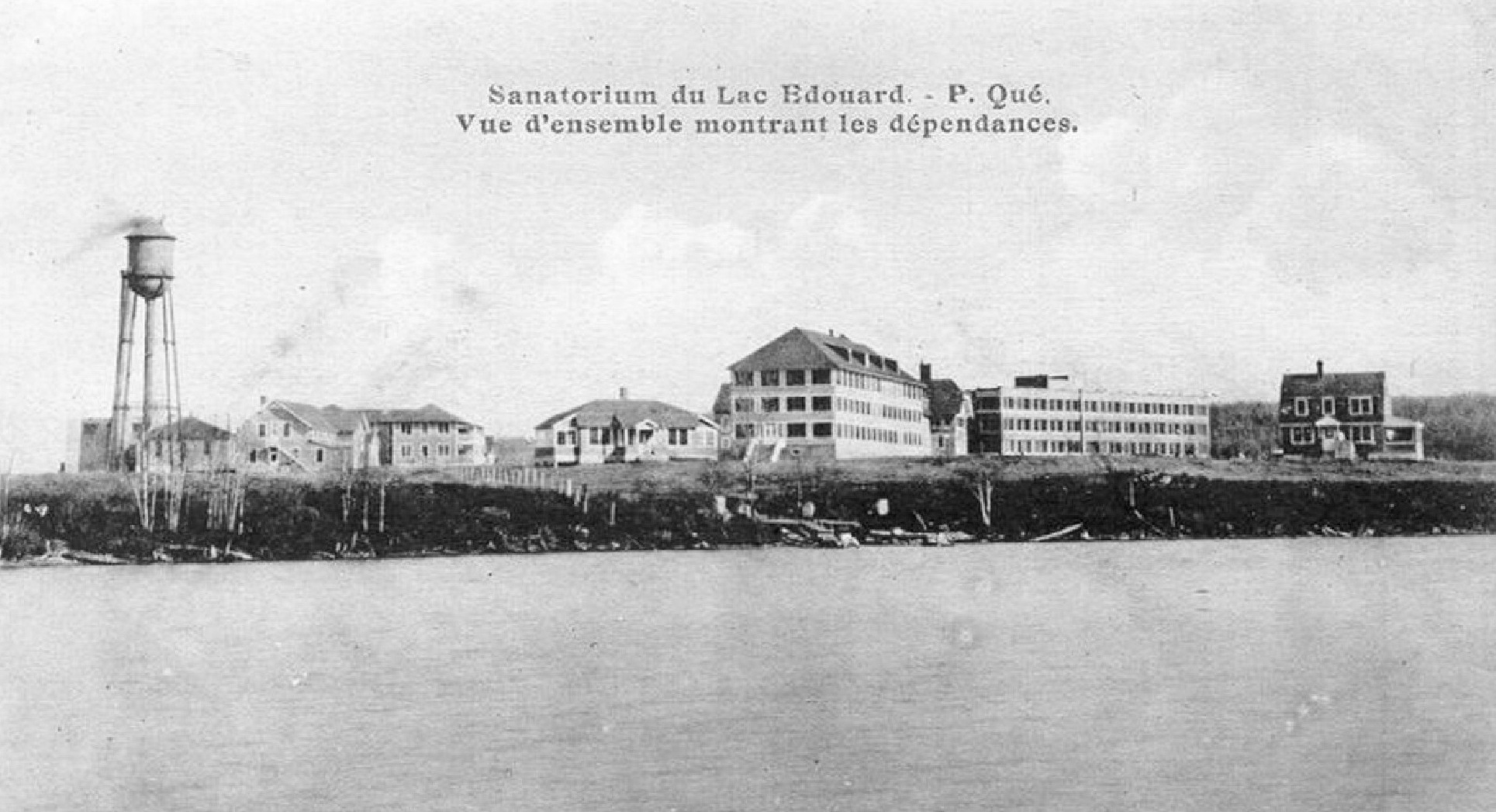
Sanatorium vers 1928.

Cela permet de construire les imposantes installations qui sont inaugurées en juin 1930 avec l'achèvement de l'annexe Est construite à l'épreuve du feu. Vers 1926 l'annexe Ouest, qui deviendra la partie nord de la Ruche, est déplacée pour la construction de l'annexe Sainte-Hélène. Vers 1928 l'annexe Est, qui deviendra l'infirmerie, est déplacée pour faire place à la construction en brique de l'annexe Couillard . On construit la centrale thermique avec sa haute cheminée; ses chaudières à vapeur sont d'abord alimentées au charbon puis, au cours des ans, à l'huile et au bois (période de la base de plein air). Le nouveau château d'eau est alimenté en eau par une pompe à vapeur à partir d'une conduite d'eau souterraine de 6" de diamètre se rendant au lac. L'eau potable provient du puits qui alimentait l'ancien château d'eau. Des tunnels servent à distribuer la vapeur aux divers bâtiments; entre la résidence des sœurs et le sanatorium, ils sont de taille suffisante pour être utilisés par les employés durant les rigoureux hivers où la température chute couramment  sous les moins quarante degrés Celsius. Une turbine à vapeur actionne une génératrice électrique à courant continu. En 1950, l'installation dans la centrale thermique de deux nouveaux groupes électrogènes à deux moteurs diesel chacun (utilisés en alternance) permet la transformation au courant alternatif ainsi que l'alimentation électrique du village, jusqu'à la prolongation du réseau d'Hydro Québec en 1967-1968. Une photo vers 1935 de la façade nord montre un bâtiment bas (probablement la cuisine) ajouté à l'aile nord-est du Centre qui est prolongé par une aile ouest (probablement l'aile Ste-Thérèse) pour rejoindre l'imposante annexe Ste-Hélène; la chapelle est reliée à l'aile "Ste-Thérèse" qui intègre un clocher.
En 1928, l'Association Protectrice des Forêts Laurentiennes construit une tour d'acier de 80 pieds de haut pour la détection des feux de forêt ainsi qu'une ligne téléphonique le long de la voie ferrée, et fournit gracieusement un téléphone au sanatorium; le village ne sera desservi qu’en 1966 lorsque la Compagnie de Téléphone de La Tuque prolongera son réseau. En 1930, il y avait 115 patients; la dépouille de ceux qui décédaient était retournée à la famille (par le train dans une caisse de bois étanche) . Le sanatorium a compté jusqu'à une centaine d'employés et plus de 225 patients. Jusqu'en 1933, il est considéré comme un établissement privé car les malades doivent payer pour leur séjour. 

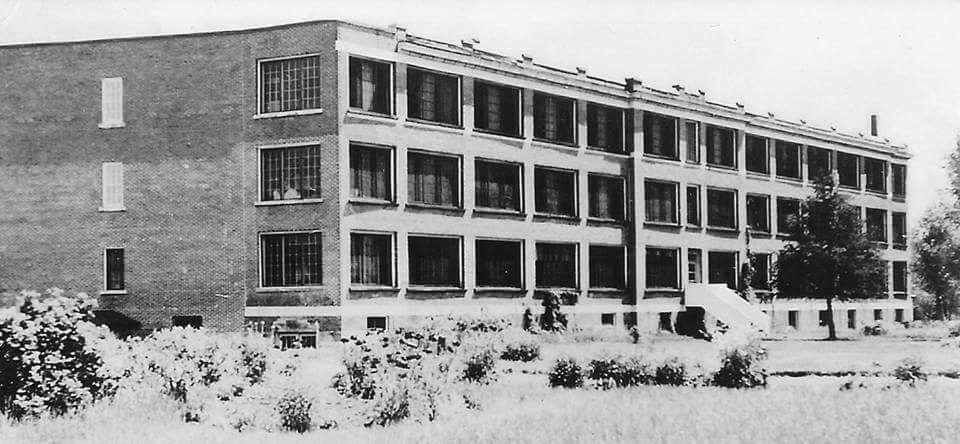
Sanatorium vers 1944

En octobre 1943, un incendie détruit l’annexe Sainte-Hélène ainsi que le "Centre" qui sont en bois ; la chapelle, la salle à manger, la pharmacie et la cuisine sont détruites. Il ne reste que l'annexe Couillard du sanatorium lui-même.  Le complexe hospitalier comprend de nombreux bâtiments de service dont les principaux sont : l’infirmerie, la ruche, l’école, la buanderie, la résidence des sœurs et cinq maisons pour le personnel (dont la maison du surintendant qui est probablement l’ancien chalet de sir Turner).  Les bâtiments de ferme incluent une grange, des hangars pour la machinerie ainsi qu’une serre située près de la ruche avec des jardins potager. Un hangar à bateaux de sept portes est situé au bord du lac près de la grande plage.
Parmi le personnel soignant, le directeur médical est la figure prédominante. En 1909, ce poste est occupé par le Dr E. M. Ainsley. Par la suite, les Drs W. H. Lindsay, A. Craig et D. Falconer prennent la relève. De 1914 à 1936, le Dr J.-Albert Couillard est le premier "surintendant" médical de langue française et , en 1930, son assistant est le docteur Gérard Michaud. Il est remplacé par le Dr Alphonse l'Espérance et son assistant le Dr Grégoire Descarreaux. En 1951, c'est le Dr Louis Rousseau qui entre en fonction. Il y eut aussi d' autres assistants dont les Drs Laforest et Gagnon.
La publication par le sanatorium de L'étoile du San cesse à l'automne 1963 après 275 parutions. C'est le Dr Alphonse l'Espérance qui en avait parrainé la fondation en novembre 1936 lorsque la parution de la revue Au grand air a été interrompue par le départ du Dr J.-A. Couillard (sur ordre du premier ministre Duplessis alors que le père du docteur L'Espérance est sénateur). Une publication antérieure s'appelait "Les Bavasses".

## Changement de vocation
Le premier antibiotique pour la tuberculose est découvert en 1943, la streptomycine, mais il s'écoule de nombreuses années avant que son usage soit répandu. À cause de son importance comme employeur pour le village, ce n'est qu'en 1967 que le sanatorium cesse de soigner des patients atteints de la tuberculose. Il est aussitôt transformé en hôpital pour vétérans, puis en centre de réadaptation qui accueille des handicapés physiques et mentaux. Le centre est fermé le 23 janvier 1980. Peu après, la toiture neuve de l'aile Couillard est détruite lors d'une tempête et le bâtiment reste à l'abandon.

## La base de plein air
Le 24 octobre 1980, le ministère du Loisir, de la Chasse et de la Pêche crée la Corporation Village Plein Air du Lac Édouard (P.A.L.E.) et en 1981, celle-ci ouvre une base de plein air. Seuls les anciens bâtiments de bois sont utilisés dont la résidence des sœurs. Vers 1993, dans le cadre d'un projet de développement durable, le GRCAO de l'Université de Montréal supervise le remplacement des vieilles chaudières à vapeur par deux chaudières alimentées au bois. Ce projet bénéficie possiblement du "Programme de mise en valeur de l’environnement Chissibli-Jacques-Cartier" d'Hydro-Québec. Alors que les superficies à chauffer représentent une fraction de ce qu'elles étaient, le maintien de la centrale thermique pour produire de la vapeur haute pression ainsi que la manutention du bois de chauffage entraînent des pertes d'énergie très élevées et des coûts prohibitifs en main d'œuvre spécialisée. Les difficultés financières forcent la fermeture de la base de plein air en 2004. En 2013, la résidence des sœurs est incendiée par des vandales.